# Loria
Loria là một đô thị ở tỉnh Treviso trong vùng Veneto, có cự ly khoảng 50 km về phía tây bắc của Venice và khoảng 30 km về phía tây của Treviso. Tại thời điểm ngày 31 tháng 12 năm 2004, đô thị này có dân số 8.446 người và diện tích là 23,2 km².
Đô thị Loria có các frazioni (các đơn vị trực thuộc, chủ yếu là các làng) Bessica, Castion, và Ramon.
Loria giáp các đô thị: Cassola, Castello di Godego, Galliera Veneta, Mussolente, Riese Pio X, Rossano Veneto, San Martino di Lupari, San Zenone degli Ezzelini.